# بين سبنسر
بين سبنسر (بالإنجليزية: Ben Spencer)‏ (28 مارس 1995 بألباكركي في الولايات المتحدة - ) هو لاعب كرة قدم أمريكي في مركز الهجوم. شارك مع منتخب الولايات المتحدة تحت 18 سنة لكرة القدم ومنتخب الولايات المتحدة تحت 20 سنة لكرة القدم ومنتخب الولايات المتحدة تحت 23 سنة لكرة القدم. أما مع النوادي، فقد لعب مع نادي تورونتو ونادي مولده وToronto FC II ‏ وإندي إليفن.

## وصلات خارجية
- بين سبنسر على موقع قاعدة بيانات كرة القدم.إي يو (الإنجليزية)
- بين سبنسر على موقع Soccerway.com (الإنجليزية)
- بين سبنسر على موقع AS.com (الإسبانية)